# Clayton (condado de Polk, Wisconsin)
Clayton es un pueblo ubicado en el condado de Polk en el estado estadounidense de Wisconsin. En el Censo de 2010 tenía una población de 975 habitantes y una densidad poblacional de 11,13 personas por km².

## Geografía
Clayton se encuentra ubicado en las coordenadas 45°20′28″N 92°13′45″O / 45.34111, -92.22917. Según la Oficina del Censo de los Estados Unidos, Clayton tiene una superficie total de 87.6 km², de la cual 85.82 km² corresponden a tierra firme y (2.02%) 1.77 km² es agua.

## Demografía
Según el censo de 2010, había 975 personas residiendo en Clayton. La densidad de población era de 11,13 hab./km². De los 975 habitantes, Clayton estaba compuesto por el 99.08% blancos, el 0% eran afroamericanos, el 0.51% eran amerindios, el 0.1% eran asiáticos, el 0% eran isleños del Pacífico, el 0.21% eran de otras razas y el 0.1% pertenecían a dos o más razas. Del total de la población el 0.72% eran hispanos o latinos de cualquier raza.